# Diga di Aburagi
La diga di Aburagi (油木ダム?, Aburagi damu) è una diga costruita a monte sul fiume Imagawa di classe B, localizzata nella città di Soeda, nel distretto di Tagawa della prefettura di Fukuoka, in Giappone. È una diga a gravità realizzata in calcestruzzo, alta 54,6 metri. La proprietà della diga è della prefettura di Fukuoka, ma la gestione è dell'Ufficio lavori pubblici di Tagawa. Una diga multifunzione ausiliaria, la diga di Aburagi assicura il controllo delle piene per il fiume Imagawa e l'irrigazione agricola per il distretto di Tagawa, nonché l'irrigazione generale per la città di Kitakyūshū e il distretto di Kyoto. È anche un'importante fornitrice di acqua per Kitakyūshū. Il bacino creato dalla diga rimane senza nome, nonostante sia stato completato quasi 40 anni fa.

## Geografia
Il fiume Imagawa è un fiume di medie dimensioni, di classe B, che copre 120 chilometri quadrati e si estende per 38,7 chilometri di lunghezza. Si trova nel distretto di Buzen nella prefettura di Fukuoka ed è rappresentativo di altri fiumi di classe B come il fiume Murasakigawa e il fiume Haraigawa. La sorgente del fiume è alla base di un'area panoramica - il monte Hiko - che si trova nel Parco seminazionale di Yaba-Hita-Hikosan. Il fiume scorre a nord-est, riversandosi nel Suonada Sound vicino alla città di Yukihashi. Lo spartiacque attraversa la città di Yukihashi, così come le città di Kanda e Miyako nel distretto di Kyoto e la città di Soeda e il villaggio di Aka nel distretto di Tagawa, e rappresenta un'importante fonte idrica. La diga è costruita sulla parte alta del fiume presso la città di Soeda e l'ex villaggio di Tsuno.

## Storia
Dopo che l'azienda siderurgica Yawata Works (allora governativa) iniziò le attività nell'area di Kitakyūshū, l'industria chimica pesante cominciò rapidamente a prosperare e la popolazione locale aumentò. L'approvvigionamento di acqua stabilito durante il periodo Meiji era diventato insufficiente, portando la Yawata Works a costruire diverse dighe per fornire l'acqua comunale, come la diga Kawachi. Questa area sperimenta i modelli climatici del Mare interno di Seto (Setonaikai), con basse precipitazioni annuali, e spesso affronta carenze idriche; l'espansione della zona industriale di Kitakyūshū aggravò ulteriormente questa situazione. Il bacino fluviale faceva un tempo parte del dominio Kokura del clan Ogasawara, una regione di produzione di grano dove venivano prodotte ogni anno circa 150.000 unità di grano. Tuttavia, a causa del suddetto clima del Mare interno di Seto, l'acqua per l'agricoltura era estremamente scarsa. Per contribuire ad alleviare il problema, i distretti di Kyoto e Tagawa avevano costruito diversi bacini per uso agricolo, ma questa non era una soluzione decisiva per il problema.
La manutenzione del fiume Imagawa non era progredita di molto. Anche se l'area soffriva normalmente dei danni causati dall'acqua, l'inondazione di Kitakyūshū del giugno 1953 devastò il Chikugogawa, l'Ongagawa e molti altri fiumi nell'area di Kitakyūshū. Molti argini furono distrutti, causando una distruzione sostanziale. A causa dei danni provocati dalle forti piogge, il Ministero delle costruzioni (ora Ministero per il territorio, le infrastrutture, i trasporti e il turismo) avviò il Progetto generale di sviluppo fluviale (Comprehensive River Development Project) per il fiume Chikugogawa; il progetto fu notevolmente ampliato per coprire le riparazioni dei bacini dei fiumi Ongagawa e Imagawa nella prefettura di Fukuoka, anche se le riparazioni complete del bacino del fiume Imagawa si rivelarono difficili a causa della sua popolazione relativamente ampia e dell'abbondanza di terreni agricoli.
Nel 1950, il secondo governo Yoshida promulgò la Legge per lo sviluppo generale del territorio nazionale. Il disegno di legge intendeva accelerare lo sviluppo locale nel tentativo di rivitalizzare l'economia giapponese esausta dopo la Guerra del Pacifico. Il provvedimento designò 22 località per lo sviluppo come parte del "Piano speciale per lo sviluppo generale regionale". "Tsushima", "Aso" e "Kyūshū meridionale" furono selezionati all'interno di Kyūshū. Per ricostruire e rafforzare la zona industriale di Kitakyūshū, pesantemente danneggiata a seguito delle incursioni aeree durante la guerra, l'intera area di Kitakyūshū fu inserita sotto il Piano speciale per lo sviluppo generale regionale di Kitakyūshū. Contemporaneamente, furono pianificati i miglioramenti dell'irrigazione sono stati pianificati, poiché assicurare l'acqua era necessario per i distretti industriali, come pure espandere le aree aree agricole per far fronte alla carenza di cibo. Il piano fu rafforzato dalla ripresa economica giapponese del dopoguerra e ulteriormente ampliato nell'ambito del Piano nazionale di sviluppo generale.
In base a questa prospettiva, i sistemi idrici dell'Ongagawa, del Murasakigawa e dell'Imagawa - i più grandi fiumi di Kitakyūshū - erano al centro del Progetto generale di sviluppo fluviale, con la prevenzione delle piene dei bacini fluviali, il migliorato approvvigionamento idrico e l'irrigazione estesa che formavano il cuore del progetto. La prefettura di Fukuoka propose la costruzione di dighe multifunzione e, con il sostegno del tesoro nazionale, furono progettate la diga di Rikimaru sul fiume Yakiyamagawa (parte del sistema idrico del fiume Ongagawa), la diga Jinya sul fiume Chūganjigawa e la diga Masubuchi sul fiume Murasakigawa. Progetti di sviluppo fluviale sotto forma di dighe multifunzione furono elaborati anche per il sistema idrico del fiume Imagawa e nel 1965 entrò in costruzione una diga ad Aburagi, lche si trova a Tsuno nel distretto di Tagawa, nell'ambito del Progetto generale di sviluppo dell'Imagawa. Questa divenne la diga di Aburagi.

## Risarcimento
I piani per costruire la diga furono svelati nel 1961. Le ragioni per la scelta della posizione specifica della diga in un punto ristretto del fiume Imagawa erano che era possibile assicurare un livello elevato di capacità di stoccaggio attivo dell'acqua, ed era efficace dal punto di vista del costo-prestazione. Tuttavia, dopo che i piani di costruzione furono svelati, i residenti della zona di Tsuno si opposero unanimemente alla creazione della diga. L'area del bacino che sarebbe stata creata dalla diga sarebbe stata centrata su Tsuno e non solo le case, ma gli uffici comunali e le strutture pubbliche sarebbero state sommerse. I residenti temevano per il loro sostentamento e richiedevano ingenti somme a titolo di risarcimento per il trasferimento, complicando le trattative. Come sostenitrice del piano, la prefettura di Fukuoka partecipò spesso ai negoziati per il risarcimento, ma i colloqui alla fine continuarono per 3 anni.
Nel marzo del 1968, 7 anni dopo la presentazione del piano di costruzione della diga, i rappresentanti dei residenti raggiunsero un accordo sui negoziati per il risarcimento e la costruzione fu autorizzata ad iniziare. Tuttavia, la costruzione della diga comportava che 155 residenze amministrate dal comune, come pure il municipio di Soeda, la succursale di Tsuno, le scuole elementari e medie, l'ufficio postale, la sottostazione di polizia, la succursale dei pompieri, il centro sociale e la succursale della cooperativa agricola sarebbero stati tutti sommersi. Aburagi fu quindi sacrificato per lo sviluppo di Kitakyūshū. La costruzione iniziò e le aree in cui la qualità del terreno era scarsa furono rinforzate con muri di cemento impermeabili all'acqua, portando infine al completamento della diga nel 1971, 9 anni dopo che i piani di costruzione erano stati annunciati.
Durante i periodi di siccità, l'ex villaggio di Tsuno - così come il ponte costruito sul fiume Imagawa e le mura di pietra costruite attorno alle ex residenze - si può ancora vedere sprofondato nella parte inferiore della diga. Il ponte sommerso sul fiume Imagawa divenne effettivamente visibile sopra l'acqua durante i periodi di penuria d'acqua nel 1994, e di nuovo nel 2002 e nel 2007.

## Uso
La diga di Aburagi viene utilizzata per il controllo delle piene, l'utilizzo non specificato dell'acqua e la fornitura di acqua potabile, così come la fornitura di acqua a suo industriale e la produzione di energia idroelettrica, rendendo numerosi gli scopi della diga anche tra le dighe multifunzione.
- Controllo delle piene: utilizzando il sistema di prevenzione della piena di Kitakyūshū del giugno 1953 come standard di controllo delle inondazioni, la diga di Aburagi consente alle acque di piena da 870 tonnellate di acqua al secondo attraverso la città di Saikawa di essere tagliate di 260 tonnellate al secondo, riducendo la quantità di acqua di piena a 610 tonnellate al secondo.
- Utilizzo non specificato dell'acqua: la diga permette la fornitura di acqua necessaria sotto i normali livelli idrici nel bacino del fiume Imagawa, consentendo all'irrigazione di coprire 1.164 ettari di terreni agricoli.
- Acqua potabile: secondo l'Ufficio delle opere idrauliche del comune di Kitakyūshū, la diga fornisce alla città 85.000 tonnellate di acqua corrente al giorno; la città di Yukihashi e la città di Kanda hanno ciascuna 20.000 tonnellate di acqua al giorno.
- Acqua per uso industriale: la diga fornisce alla regione industriale del distretto di Kyōto 25.000 tonnellate di acqua al giorno.
- Energia idroelettrica: l'impianto di generazione di energia elettrica di Aburagi è stato costruito per utilizzare la fornitura idrica inviata a Kitakyūshū, e si stima che produca 780 kilowatt, alla pari di altri generatori di energia idroelettrica a bassa prevalenza. Quest'ultimo uso fu aggiunto in seguito alla raccomandazione del Ministero dell'economia, del commercio e dell'industria, che amministra la produzione di energia elettrica, per promuovere l'adozione dell'energia idroelettrica su piccola scala.

Sulla base di questi obiettivi, la diga di Aburagi, insieme alla diga di Rikimaru, alla diga di Masubuchi, ai bacini nn. 1 e 2 di Tonda, alla diga di Hata e alla diga di Matsugae, contribuisce allo stoccaggio dell'acqua di Kitakyūshū. La diga di Aburagi, la diga dell'estuario del fiume Ongagawa, la diga di Heisei Ozeki, la diga di Yabakei sul fiume Yamakunigawa e altre dighe controllate dal governo garantiscono una fornitura stabile di acqua a Kitakyūshū e alla sua zona industriale.
Più recentemente, tuttavia, si sono verificate gravi carenze idriche con maggiore frequenza a causa del caldo intenso, delle stagioni piovose senza precipitazioni e del clima naturale del Mare interno di Seto. La diga di Aburagi è stata spesso sottoposta a restrizioni idriche; in risposta a queste carenze, è attualmente in costruzione la diga di Irahara sul corso superiore del fiume Haraigawa (che è adiacente a est del fiume Imagawa). Ai comuni della regione di Keichiku e Tagawa sono stati attribuiti diritti prioritari di utilizzo delle risorse idriche, in quanto mancano loro altre grandi fonti idriche, a causa delle carenze di acqua negli ultimi anni. Durante tali periodi, la quantità di acqua inviata a Kitakyūshū viene pesantemente tagliata e reindirizzata alla regione Keichiku, che non è rifornita, ma questa non è certo una soluzione decisiva per la questione della carenza di acqua.

## Accesso
Per accedere alla diga di Aburagi dalla strada statale 201 (Autostrada di Sasaguri), ci si deve trasferire dall'Autostrada prefetturale 418 da Kawara centrale nel distretto di Tagawa e continuare a sud verso il monte Hiko. Dalla città di Yukihashi, si prende la linea Yukihashi/Soeda sull'Autostrada prefetturale 34 in direzione ovest verso il villaggio di Aka, si gira a sinistra al villaggio di Aka sull'Autostrada prefetturale 418, e si segue la strada per la diga di Aburagi. Usando i trasporti pubblici, si prende la linea ferroviaria Heisei Chikuhō e si scende alla stazione di Aka, o si prende la linea Hitahiko della Kyushu Railway Company e si scende alla stazione di Soeda.